# Rhyacophilidae
Famille
La famille des Rhyacophilidae (ou rhyacophilidés en français) regroupe plusieurs genres d'insectes de l'ordre des trichoptères.

## Liste des genres
- genre Fansipangana Mey, 1996
- genre Himalopsyche Banks, 1940
- genre Philocrena Lepneva, 1956
- genre Rhyacophila Pictet, 1834
- † genre Rhyacophilites